# حبيل شصر (طور الباحة)

تعديل مصدري - تعديل

حبيل شصر هي إحدى قرى عزلة طور الباحة بمديرية طور الباحة التابعة لمحافظة لحج، بلغ تعداد سكانها 374 نسمة حسب تعداد اليمن لعام 2004.